# Вашкан
Вашка́н (порт. Vascão) — река в Португалии, правый приток реки Гвадиана. Водосборный бассейн реки площадью 443,31 км² с 3 декабря 2012 года является водно-болотным угодьем международного значения, подлежащим охране в рамках Рамсарской конвенции. Длина реки составляет около 69 километров, что делает её крупнейшей рекой Португалии, чьё русло сохранило естественные очертания и не перегорожено плотинами.
Начинается в горах Серра-де-Калдейран на высоте около 550 метров над уровнем моря. На значительной части своего русла является пограничной между округами Бежа и Фару (также между провинциями Алентежу и Алгарве), протекает по территории муниципалитетов Алмодовар, Мертола, Лоле и Алкотин. Впадает в Гвадиану с правой стороны на высоте приблизительно 10 м н.у.м.
Притоки реки — Рибейра-ду-Вашканиту и Рибейра-ду-Вашконсилью.